# Куп Мађарске у фудбалу 2005/06.
Куп Мађарске у фудбалу 2005/06. (мађ. 2005–2006-оs magyar labdarúgókupa) је било 66. издање серије, на којој је екипа Видеотона тријумфовала по 1. пут.

## Четвртфинале[3]
| Тим #1                  | рез.  | Тим #2          | прва утакмица | друга утакмица |
| ----------------------- | ----- | --------------- | ------------- | -------------- |
| 15. и 22. март 2006.    |       |                 |               |                |
| Печуј Мечек             | 0 : 2 | ФК Вашаш        | 0 : 1         | 0 : 1          |
| ФК Ракоци Капошвар      | 2 : 5 | ФК МОЛ Фехервар | 1 : 2         | 1 : 3          |
| 15. март 5. април 2006. |       |                 |               |                |
| ФК Ујпешт               | 0 : 3 | ФК Дебрецин     | 0 : 1         | 0 : 2          |
| 22. и 29. март 2006.    |       |                 |               |                |
| ФК Шопрон               | 0 : 1 | ФК Хонвед       | 0 : 0         | 0 : 1          |

## Полуфинале
| Тим #1                   | рез.  | Тим #2   | прва утакмица | друга утакмица |
| ------------------------ | ----- | -------- | ------------- | -------------- |
| 25. април и 3. мај 2006. |       |          |               |                |
| ФК Дебрецин              | 2 : 3 | Видеотон | 0 : 1         | 2 : 2          |
| 26. април и 2. мај 2006. |       |          |               |                |
| ФК Хонвед                | 2 : 3 | ФК Вашаш | 1 : 3         | 1 : 0          |

## Финале
| ФК Вашаш                                                                                         | 2 : 2    | Видеотон                                                                                           |
| ------------------------------------------------------------------------------------------------ | -------- | -------------------------------------------------------------------------------------------------- |
| Роберт Валтнер 25’ · Жолт Балог 84’                                                              | Извештај | Илијес Ситку 46’ · Золтан Шварц 57’                                                                |
| Пенали                                                                                           |          | |
| Жолт Барањош · Чаба Чордаш · Саболч Ђано · Иван Јањић · Андраш Тот · Јанош Зонат · Золтан Молнар | 5 : 6    | Илеш Ситку · Ференц Хорват · Акош Колер · Јусуф Дајић · Чаба Чизнадија · Атила Кутор · Марио Божић |